# Gefecht bei Emsdorf
Hastenbeck – Rheinberg – Krefeld – Sandershausen – Mehr – Lutterberg 1758 – Bergen – Minden – Gohfeld – Fulda – Korbach – Emsdorf – Warburg – Rhadern – Kloster Kampen – Langensalza – Saalfeld – Vellinghausen – Arnsberg – Wilhelmsthal – Lutterberg 1762 – Brücker Mühle
Das Gefecht bei Emsdorf fand während des Siebenjährigen Krieges am 16. Juli 1760 zwischen der französischen und einer aus Hessen, Briten und Hannoveranern bestehenden alliierten Armee statt und endete mit einer Niederlage der Franzosen.

## Verlauf
Am 16. Juli 1760 lagerten ca. 4.600 französische Soldaten unter dem Kommando des Generals von Glaubitz in Mittelhessen zwischen Stadtallendorf, Erksdorf und Emsdorf.
Ein aus Briten, Hannoveranern und Hessen bestehender Verband in Stärke von über 5.000 Mann unter dem Erbprinzen von Braunschweig stieß bei einem Vorstoß zur Zerstörung der französischen Feldbäckereien in Marburg auf die Franzosen.
Völlig unbemerkt von den nur 2 km entfernten Franzosen teilte der Erbprinz bei Speckswinkel seine Truppe und marschierte mit der Infanterie durch die Wälder nördlich von Hatzbach bis an den Waldrand bei Emsdorf. Hier griff er zwischen 13 und 14 Uhr die Franzosen überraschend bei der Verpflegungsausgabe an. Nachdem die bei Speckswinkel verbliebene Kavallerie den Gefechtslärm hörte, saß auch diese auf und attackierte das französische Feldlager bei Erksdorf.
Obwohl der französische Widerstand bei Emsdorf und Erksdorf schnell zusammenbrach, zog sich der Kampf insgesamt über sechs Stunden hin, da beim Rückzug der Franzosen über Langenstein und den Herrenwald bis nach Niederklein immer wieder Kämpfe aufflackerten. Bei Niederklein waren die Franzosen dann völlig erschöpft und ergaben sich den britischen leichten Dragonern.
| Staat          | Regiment                                   | Einheiten | Kommandeur         |
| Kurhannover    | Infanterieregiment von Behr (No. 5-B)      | k. A.     | k.A                |
| Kurhannover    | Infanterieregiment von Marschalk (No. 4-B) | k. A.     | k. A.              |
| Kurhannover    | Luckner'sches Husaren-Corps                | k. A.     | Luckner            |
| Hessen-Kassel  | Infanterieregiment Zweite Garde (No. 6)    | k. A.     | k. A.              |
| Hessen-Kassel  | Infanterieregiment von Mansbach (No. 8)    | k. A.     | k. A.              |
| Hessen-Kassel  | Hessische Jäger                            | k. A.     | Oberst von Freytag |
| Großbritannien | Dragonerregiment Elliot                    | k. A.     | k. A.              |

| Staat      | Regiment                                   | Einheiten | Kommandeur |
| Frankreich | Deutsches Infanterieregiment Anhalt        | 2 Btl.    | k.A        |
| Frankreich | Deutsches Infanterieregiment Royal-Bavière | 3 Btl.    | k. A.      |
| Frankreich | Husarenregiment Bercheny                   | k. A.     | k. A.      |

## Sonstiges
- Die schwersten Verluste hatte das englische leichte Dragonerregiment Elliot, das bei Emsdorf seine Feuertaufe erhielt. Das Regiment existiert heute noch als Teil des Regiments Light Dragoons mit Garnison in Newcastle-upon-Tyne. Auf den Fahnen des Regiments steht auch heute noch ganz oben der Name Emsdorf über einer Reihe weiterer berühmter Schlachten. Im 18. Jahrhundert trugen die Dragoner einen Helm mit der Aufschrift Emsdorf.
- Die Kriegskasse des General von Glaubitz ging bei dem Gefecht verloren. 1762 wurden zwei Einwohner von Langenstein festgenommen, weil sie einen Schatzfund auf dem Schlachtfeld von Emsdorf unterschlagen hatten.
- In Emsdorf gibt es die auf dieses Gefecht gründende Sage vom Franzosenbaum.
- Das Gefecht fand vor allem in Großbritannien wegen der Tapferkeit der Eliott-Dragoner, die eher als kaum ausgebildete Rekruten zu bezeichnen waren, große Beachtung.